# Okręg Mendrisio
Mendrisio (wł. Distretto di Mendrisio, hist. Landvogtei Mendris) – okręg w Szwajcarii, w kantonie Ticino. Siedziba okręgu znajduje się w mieście Mendrisio.  
Okręg składa się z pięciu powiatów (circolo), w skład których wchodzi jedenaście gmin (comune) o powierzchni 100,75 km² i o liczbie mieszkańców 49 778.

## Powiaty
1. Balerna
2. Caneggio
3. Mendrisio
4. Riva San Vitale
5. Stabio